# Volksabstimmungen in der Schweiz 1939
Dieser Artikel bietet eine Übersicht der Volksabstimmungen in der Schweiz im Jahr 1939.
In der Schweiz fanden auf Bundesebene vier Volksabstimmungen statt, im Rahmen dreier Urnengänge am 22. Januar, 4. Juni und 3. Dezember. Dabei handelte es sich um eine Volksinitiative, einen Gegenentwurf, ein obligatorisches Referendum und ein fakultatives Referendum.

## Abstimmungen am 22. Januar 1939

### Ergebnisse
| Nr. | Vorlage | Art | Stimm- berechtigte | Abgegebene Stimmen | Beteiligung | Gültige Stimmen | Ja      | Nein    | Ja-Anteil | Nein-Anteil | Stände | Ergebnis |
| --- | --- | --- | ------------------ | ------------------ | ----------- | --------------- | ------- | ------- | --------- | ----------- | ------ | -------- |
| 129 | Eidgenössische Volksinitiative «zur Wahrung der verfassungsmässigen Rechte der Bürger (Erweiterung der Verfassungsgerichtsbarkeit)» | VI  | 1'223'536          | 569'561            | 46,54 %     | 488'683         | 141'323 | 347'340 | 28,92 %   | 71,08 %     | 0:22   | nein     |
| 130 | Bundesbeschluss über das Volksbegehren für Einschränkung der Anwendung der Dringlichkeitsklausel (Gegenentwurf)                     | GE  | 1'223'536          | 569'561            | 46,54 %     | 501'056         | 346'024 | 155'032 | 69,06 %   | 30,94 %     | 21:1   | ja       |

### Wahrung der verfassungsmässigen Rechte
Die in den 1930er Jahren häufig genutzte Dringlichkeitsklausel entzog viele Bundesbeschlüsse dem Referendum und damit einer möglichen Volksabstimmung. Diese Praxis stiess zunehmend auf Kritik, weil so die verfassungsmässigen Grundlagen der Schweiz bedroht würden. Ein aus mehreren Juristen bestehendes Komitee reichte im Juni 1936 eine Volksinitiative «zur Wahrung der verfassungsmässigen Rechte der Bürger» ein. Sie verlangte die Einführung einer Verfassungsgerichtsbarkeit auf Bundesebene, damit das Bundesgericht künftig auch Beschwerden wegen Verletzung verfassungsmässiger Rechte durch Bundeserlasse beurteilen dürfe. Der Bundesrat verteidigte die Dringlichkeitspolitik und auch die bewusste Verletzung verfassungsmässiger Rechte, denn die Weltwirtschaftskrise habe die Existenz weiter Bevölkerungskreise erschüttert und das wirtschaftliche Fundament stark untergraben. Aus diesem Grund sei es unerlässlich, rasch handeln zu können. Das Parlament war gleicher Meinung und warnte vor einer «Richterregierung», welche die gewählten Volksvertreter bevormunde. Praktisch alle Parteien lehnten die Vorlage ab, denn ihre Annahme führe zu einer Politisierung der Bundesrichterwahlen und in der Folge auch der Rechtsprechung. Die neuen Kompetenzen würden dem Grundsatz der Gewaltentrennung widersprechen und die Rechtsunsicherheit fördern. Die Befürworter entgegneten, die Dringlichkeitspraxis sei staatsgefährdend und ihr Begehren sei eine «Absage an den früheren Polizeistaat». Fast drei Viertel der Abstimmenden und alle Kantone lehnten die Initiative ab.

### Einschränkung der Dringlichkeitsklausel
Widerstand gegen die umstrittene Dringlichkeitsklausel kam nicht nur von Juristen, sondern auch von der parteiübergreifenden Richtlinienbewegung, die im Februar 1938 eine Volksinitiative einreichte. Beschlüsse sollten nur noch dann für dringlich erklärt werden dürfen, wenn in beiden Parlamentskammern zwei Drittel der Abgeordneten ihre Zustimmung geben. Ebenso sollten solche Beschlüsse auf maximal drei Jahre befristet sein. Der Bundesrat erklärte sich mit der Stossrichtung der Initiative einverstanden, präsentierte aber einen weniger strengen Gegenentwurf. Dieser sah die Zustimmung durch die Hälfte aller Abgeordneten vor und verzichtete auf eine unbefristete Geltungsdauer (jedoch ohne eine konkrete Zeitangabe zu nennen). Das Parlament übernahm die Meinung des Bundesrats, worauf die Richtlinienbewegung ihre Initiative zugunsten des Gegenentwurfs zurückzog. Alle massgeblichen politischen Kräfte des Landes unterstützten die Vorlage. Es gab kaum namhafte Opposition und der Abstimmungskampf warf keine hohen Wellen. Laut den Befürwortern sei es unbestritten, dass es Fälle gebe, in denen besondere Dringlichkeit und zeitliche Eile angezeigt seien. Der neue Verfassungsartikel verhindere aber ihre missbräuchliche Anwendung. Bei einer vergleichsweise tiefen Beteiligung nahmen über zwei Drittel der Abstimmenden und alle Kantone ausser Thurgau die Vorlage an.

## Abstimmung am 4. Juni 1939

### Ergebnis
| Nr. | Vorlage | Art | Stimm- berechtigte | Abgegebene Stimmen | Beteiligung | Gültige Stimmen | Ja      | Nein    | Ja-Anteil | Nein-Anteil | Stände | Ergebnis |
| --- | --- | --- | ------------------ | ------------------ | ----------- | --------------- | ------- | ------- | --------- | ----------- | ------ | -------- |
| 131 | Bundesbeschluss betreffend Ergänzung der Bundesverfassung für die Eröffnung und teilweise Deckung von Krediten zum Ausbau der Landesverteidigung und zur Bekämpfung der Arbeitslosigkeit | OR  | 1'226'873          | 671'453            | 54,72 %     | 645'162         | 445'622 | 199'540 | 69,07 %   | 30,93 %     | 19:3   | ja       |

### Landesverteidigung und Arbeitslosigkeit
Mitte der 1930er Jahre intensivierte der Bund seine Arbeitsbeschaffungspolitik, ging aber nach Ansicht der SP noch immer zu zögerlich vor. Im Frühjahr 1937 reichte sie eine Volksinitiative für ein Arbeitsbeschaffungsprogramm im Wert von bis zu 300 Millionen Franken ein. Zwar wies der Bundesrat die Initiative zurück, doch präsentierte er im Juni 1938 ein eigenes Programm im Wert von 400 Millionen, das den Ausbau der Landesverteidigung und die Bekämpfung der Arbeitslosigkeit miteinander verknüpfte. Eine befristete Umsatzsteuer für Grossunternehmen des Detailhandels sollte die Hälfte davon finanzieren. Obwohl diese «Ausgleichssteuer» im Parlament umstritten war, stimmte es der notwendigen Verfassungsänderung zu. Allerdings beschränkte es die Ausgaben auf 328 Millionen und die Einnahmen aus der Steuer auf 140 Millionen. Die meisten Parteien und Interessenorganisationen unterstützten die Vorlage, denn am Vorabend des Zweiten Weltkriegs wünschten sie sich eine möglichst grosse Zustimmung, die als Zeichen der Wehrbereitschaft des Schweizer Volks interpretiert werden konnte. Da die Landesverteidigung eindeutig im Vordergrund stand, mussten die Bürgerlichen nicht befürchten, als Unterstützer des Sozialismus verdächtigt zu werden. Opposition kam von Liberalen und Freiwirtschaftern, welche die Koppelung unterschiedlicher Vorlagen als unredlich und verfassungsrechtlich fragwürdig kritisierten. Mehr als zwei Drittel der Abstimmenden nahmen die Vorlage an; Nein-Mehrheiten gab es nur in den Kantonen Genf, Neuenburg und Waadt.

## Abstimmung am 3. Dezember 1939

### Ergebnis
| Nr. | Vorlage                                                                                         | Art | Stimm- berechtigte | Abgegebene Stimmen | Beteiligung | Gültige Stimmen | Ja      | Nein    | Ja-Anteil | Nein-Anteil | Stände | Ergebnis |
| --- | ----------------------------------------------------------------------------------------------- | --- | ------------------ | ------------------ | ----------- | --------------- | ------- | ------- | --------- | ----------- | ------ | -------- |
| 132 | Bundesgesetz über die Änderung des Dienstverhältnisses und der Versicherung des Bundespersonals | FR  | 1'241'404          | 792'899            | 63,86 %     | 771'273         | 290'238 | 481'035 | 37,63 %   | 62,37 %     | –      | nein     |

### Dienstverhältnis des Bundespersonals
1933 war die pauschale Lohnsenkung des Bundespersonals um 7,5 Prozent zwar an einem Referendum gescheitert, doch noch im selben Jahr genehmigte das Parlament per Dringlichkeitsbeschluss eine Reduktion um durchschnittlich 4,6 Prozent. Allerdings war nicht nur der Bundeshaushalt in Schieflage, sondern auch die Personalversicherungskassen des Bundes und der Bundesbahnen. Zwar erlaubte ein im November 1938 genehmigter Verfassungsartikel die Verlängerung des Finanznotrechts bis 1941, doch der Bundesrat und die Personalverbände bekundeten Interesse an einer definitiven gesetzlichen Regelung. Im Frühjahr 1939 lag ein Gesetzesentwurf vor, der eine Lohnaufbesserung und ein Sanierungsmodell für die Verscherungskassen umfasste. Das Parlament verabschiedete daraufhin das Gesetz fast unverändert, dennoch kam ein Referendum zustande. Im Zentrum der gegnerischen Kritik stand die Entschuldung der Versicherungskassen, deren Kosten in Zeiten der Finanzknappheit ungeheuerlich seien. Die Befürworter entgegneten, bei einem Nein würde sich am Sanierungsbedarf der Versicherungskassen nichts ändern. Ausserdem trügen die Beamten durch Rentenkürzungen und Prämienerhöhungen zur Sanierung bei. Fast zwei Drittel der Abstimmenden lehnten das Gesetz ab, nur in den Kantonen Basel-Stadt, Genf, Tessin und Uri gab es eine Ja-Mehrheit.